# Palacio arzobispal de Caracas
El Palacio arzobispal es una edificación colonial de Caracas, Venezuela. Se encuentra entre las esquinas de Gradillas a Monjas, frente a la Plaza Bolívar, en el centro histórico de esa ciudad; específicamente en la Parroquia Catedral del Municipio Libertador.

## Historia
Fue construido en 1637 para servir de residencia a los obispos de Caracas. La estructura original solo ocupaba un solar o casona, pero luego el cabildo comenzó a adquirir otras casonas próximas para expandir el palacio. 
La estructura ha sufrido varias modificaciones debido a los terremotos ocurridos en Caracas entre 1641 y 1812, pero se ha conservado el diseño original. Entre 1876 y 1877 es remodelado por orden del presidente Antonio Guzmán Blanco. El 27 de julio de 1978, es declarado Monumento Histórico Nacional.